# 川西市立陽明小学校
川西市立陽明小学校（かわにししりつ ようめいしょうがっこう）は、兵庫県川西市向陽台にある公立小学校。
川西市教育委員会より、同じ多田グリーンハイツにある川西市立緑台小学校との統合が検討されている。統合後は本校の校舎が使用される予定。
2016年度（平成28年度）初は上記の予定だったが、同じ年8月に統合が見直されることとなった。今後は必要に応じて市の教育委員会と地域住民で話し合いを行うこととなった。

## 歴史
- 1974年4月1日 - 川西市立緑台小学校から、分離開校。
- 1977年3月20日 - 第二期南校舎増築工事完了。
- 1979年1月20日 - 第三期北校舎増築工事完了。
- 1989年10月20日 - 多目的教室整備。
- 2001年1月17日 - コンピューター教室稼働。

## 施設

### 施設の特徴
広い校地に三つの校舎を渡り廊下で接続する形で配置しているため、将来の児童数増加にも校舎を機動的に増築することで対応できるよう設計された。また、人および車両用の出入り口を校地北側、西側、南側に三箇所備えており、緊急時の多面的アクセスが確保されている。運動場は北側と南側に二面あるものの、近年では児童数減少により、北側運動場は、ほぼ駐車場としての活用にとどまる。

### 校舎配置
北校舎、南校舎、東校舎が「コ」の字型に配置され、それぞれの校舎が渡り廊下で接続されている。教室は北校舎および南校舎の南向き二階以上に配置されている。また、北校舎には音楽室、給食室、南校舎には校長室、職員室、保健室等が配置されている。体育館は東校舎の三階・四階部分にあり、図書室、家庭科室、図画工作室、コンピュータールーム、ジャンボルーム等は同校舎一階・二階部分に配置されている。

校舎・運動場・プール
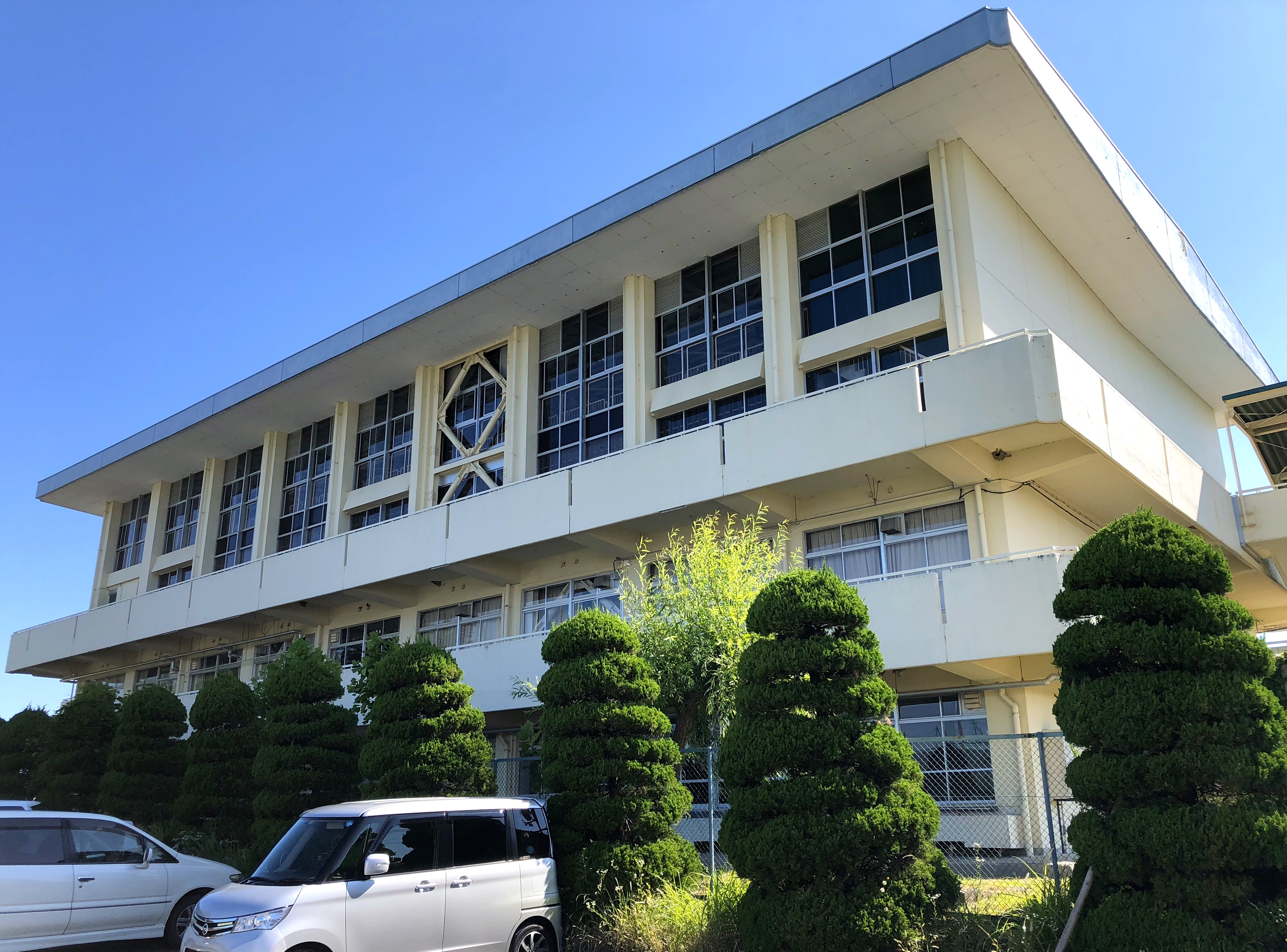
東校舎 三階・四階部分は体育館。低層階は、図書室、家庭科室、図工室、コンピュータールーム、ジャンボルーム、PTA室等を備える。
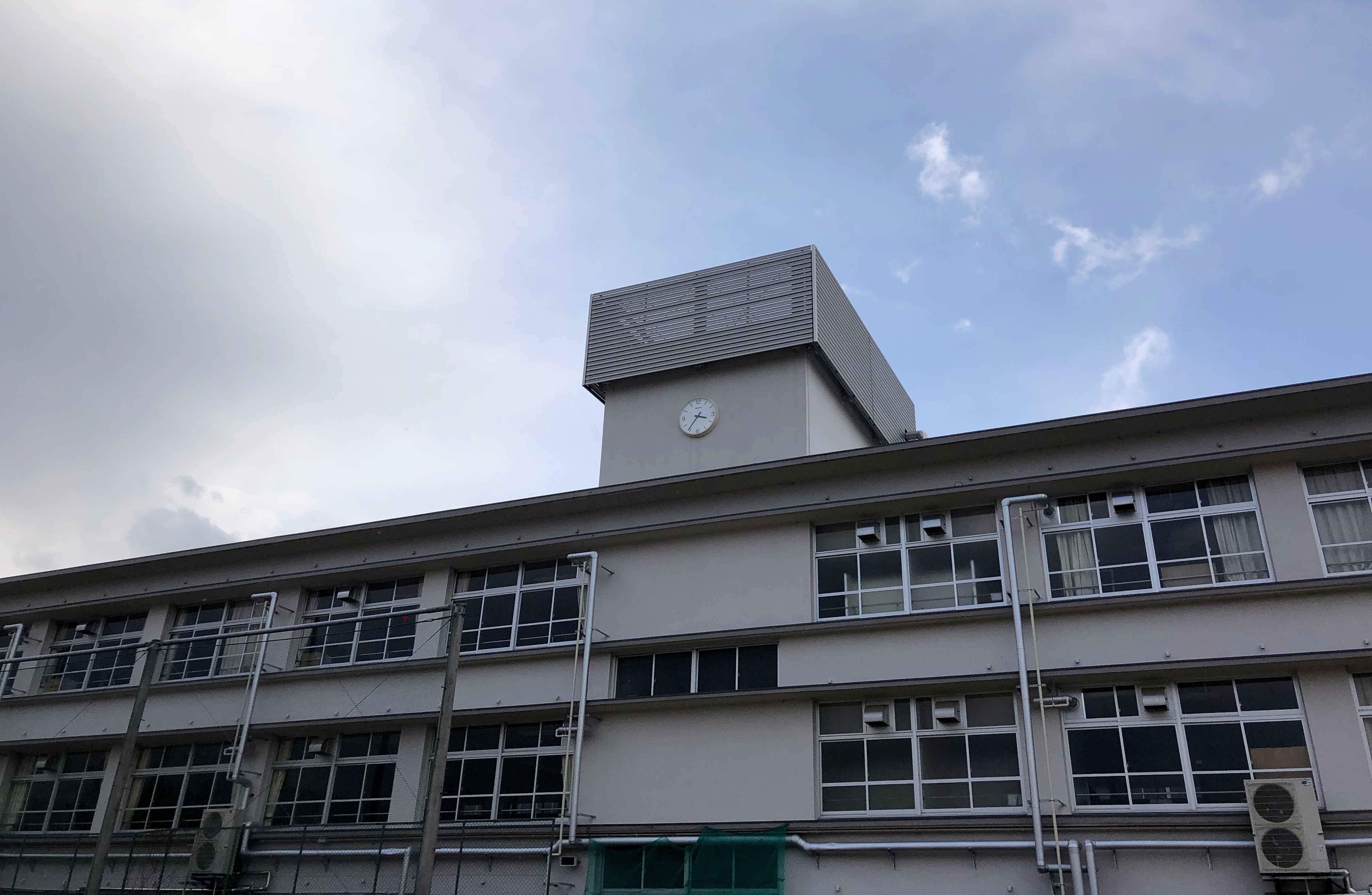
南校舎時計台 運動場に面して設置されている時計台。
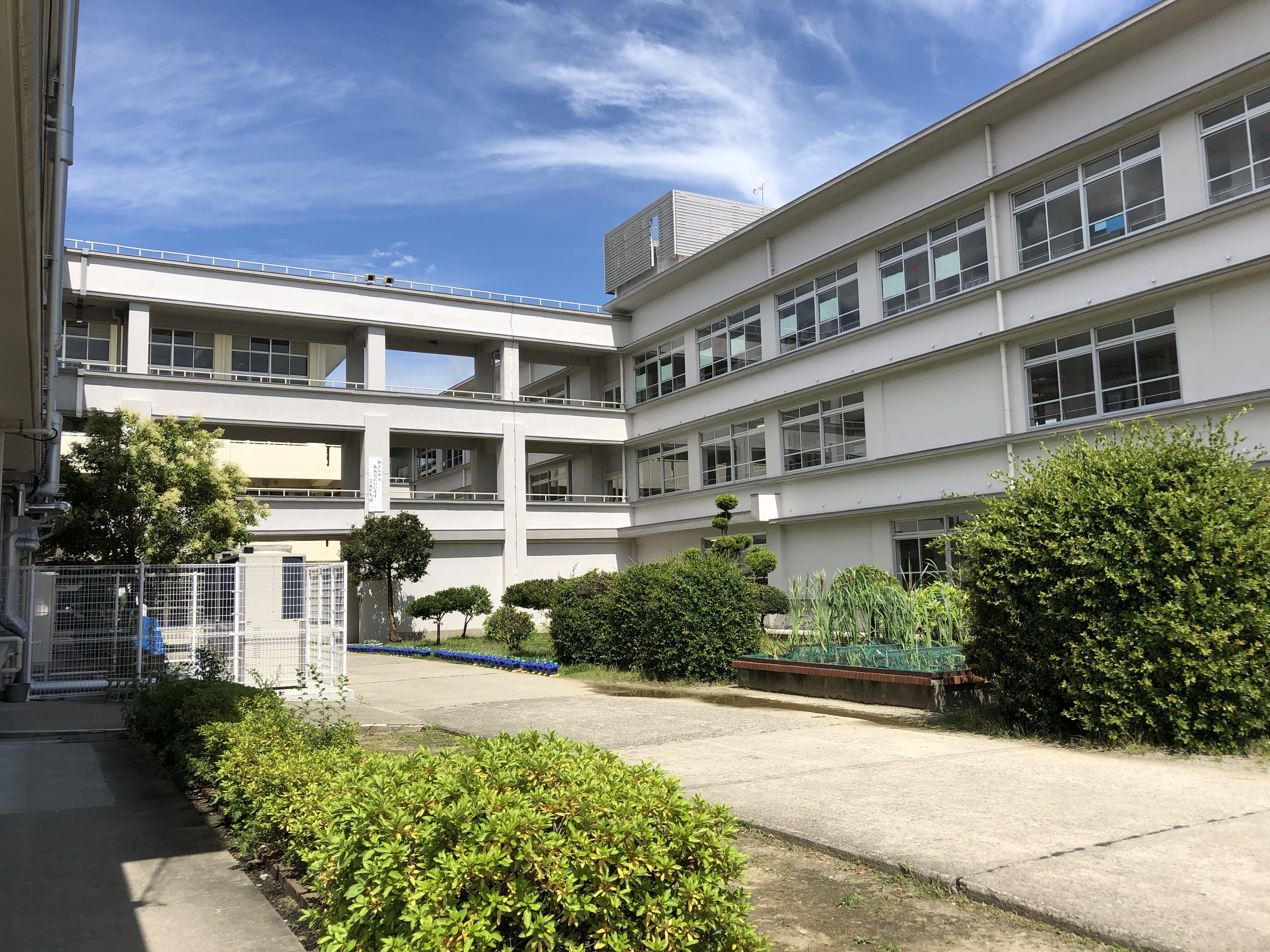
中庭 南校舎と北校舎の間にある中庭と両校舎をつなぐ渡り廊下。第2回卒業記念として造られた「希望の池」がある。
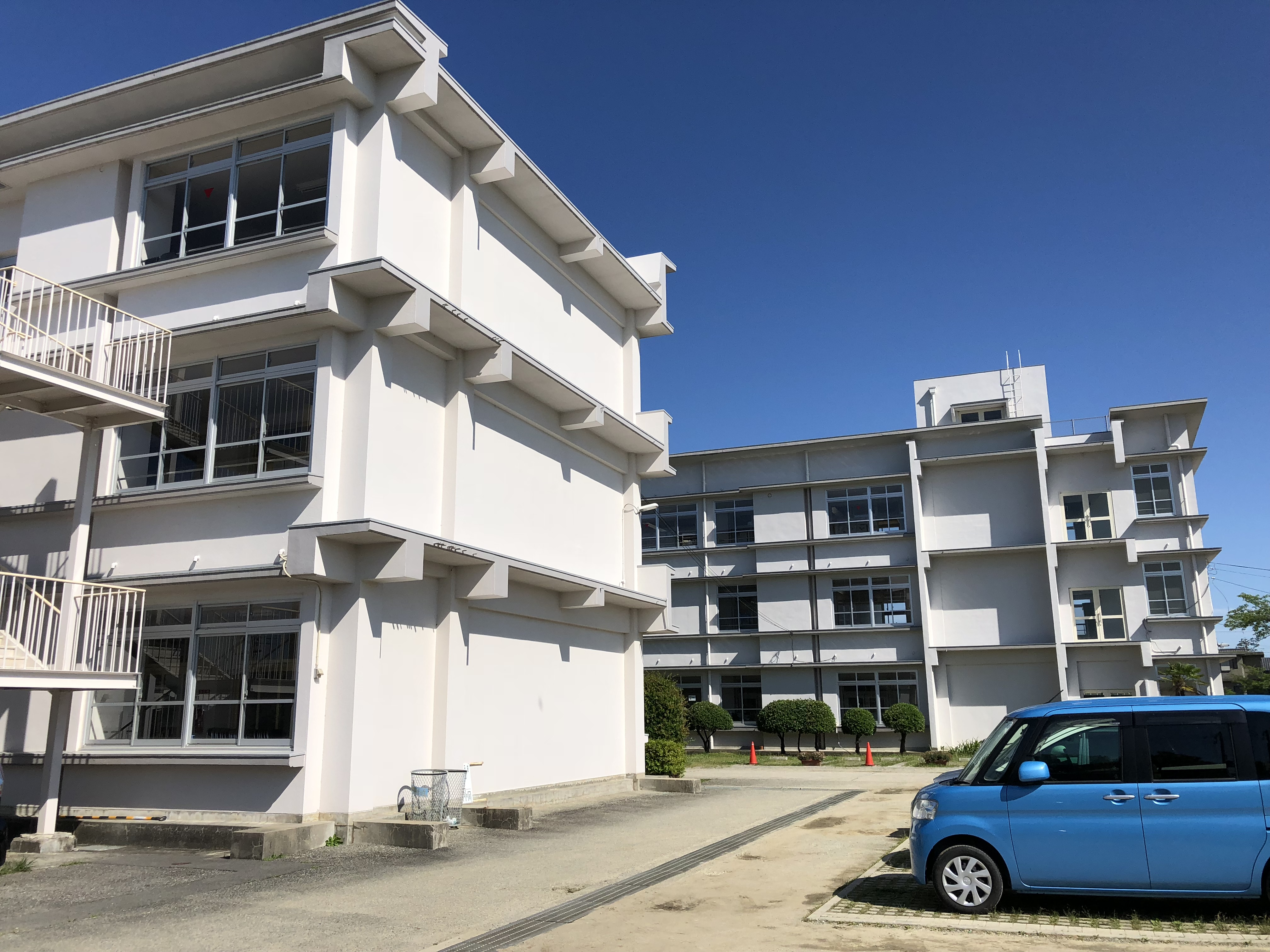
北校舎と南校舎（増築・接続予定部分） 手前の北校舎は、将来の児童数増加を見越して西側（画像右方向）への増築・拡張可能性を残した設計となっている。奥の南校舎の二階・三階部分には、北校舎拡張時に設置される予定だった第二渡り廊下用のドアが設置されている。
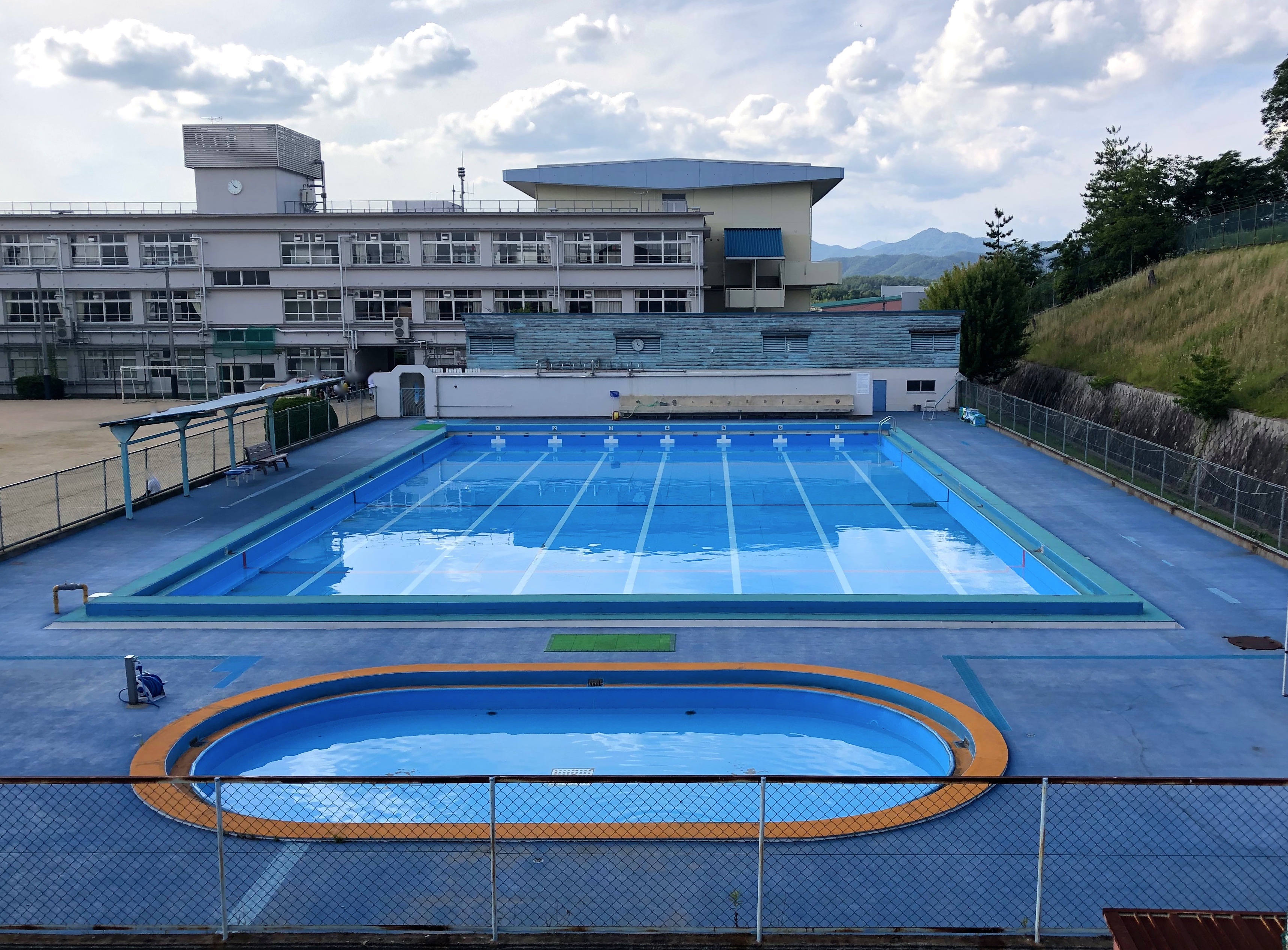
プール 7レーンx25メートルx15メートルのプール。手前は児童用プール。夏休みには一般開放される。また、学校北側に隣接する幼保育園の児童にも開放している。
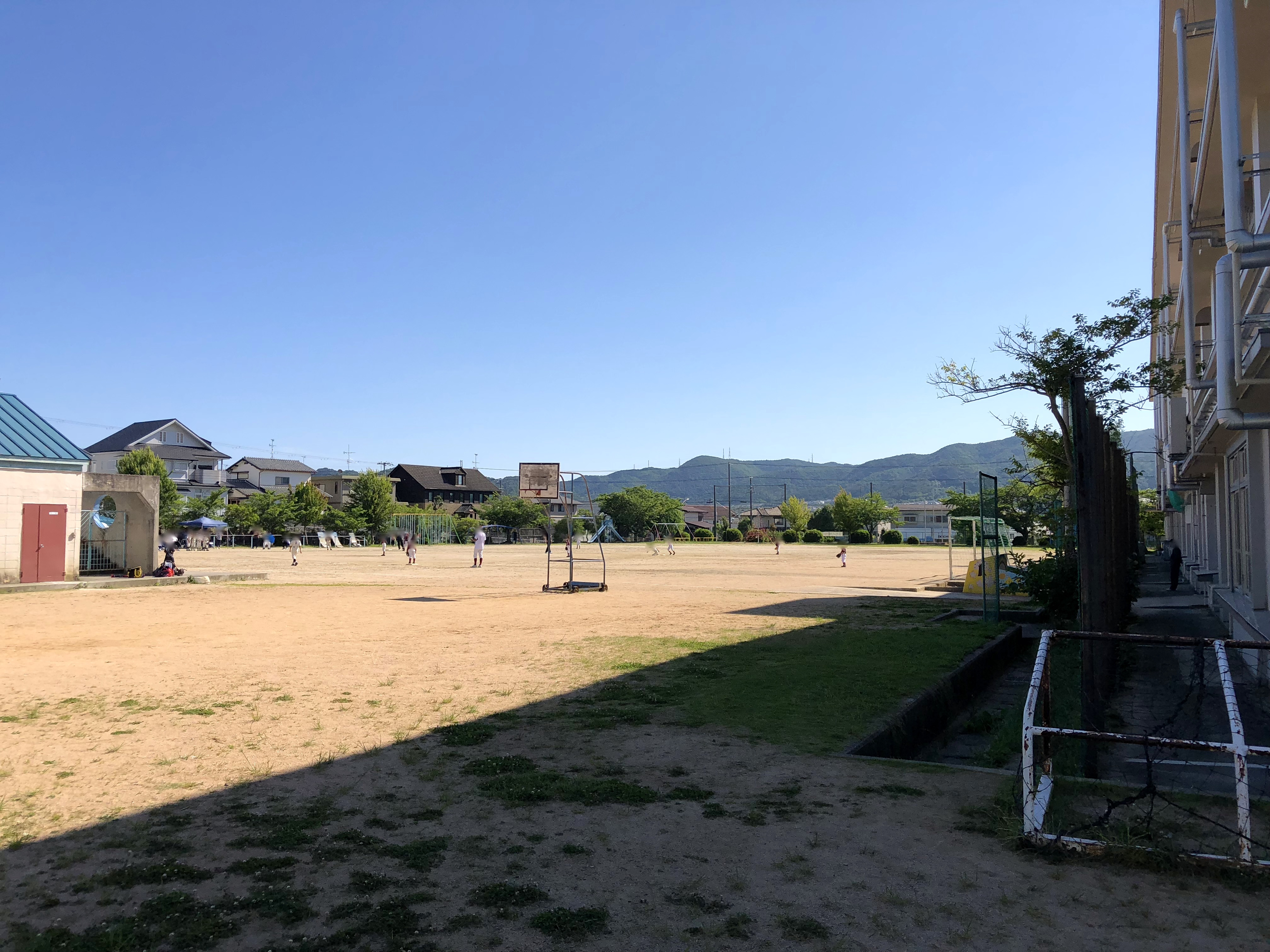
運動場 校舎南側に位置する運動場。一周200mのトラック、バスケットボールコート、鉄棒、遊具などを備える。
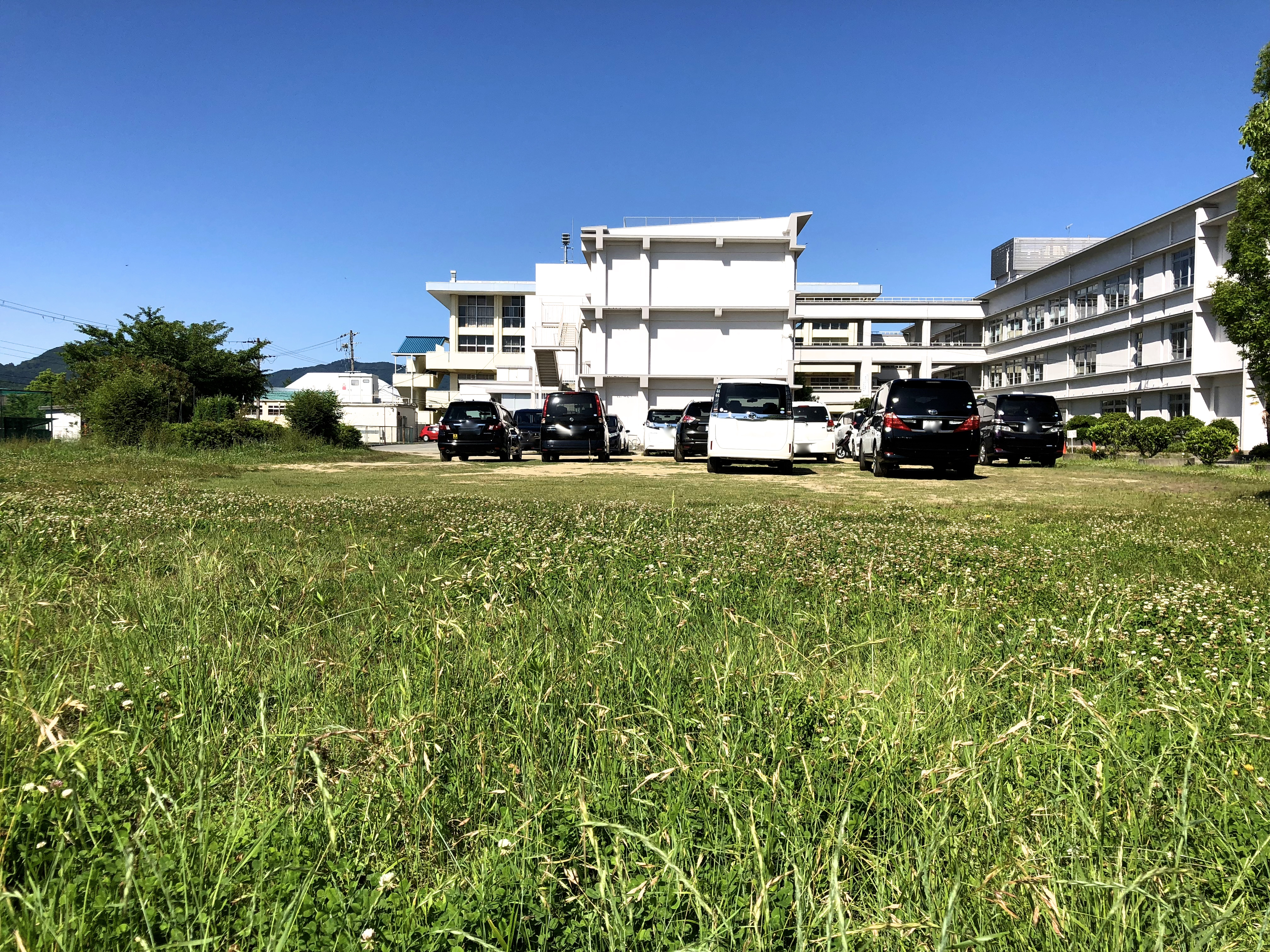
北運動場 児童数の減少に伴い、雑草が広がる北運動場。一部は駐車場として活用されている。近隣幼稚園での催し物開催時、保護者用の駐車場として開放されることがある。
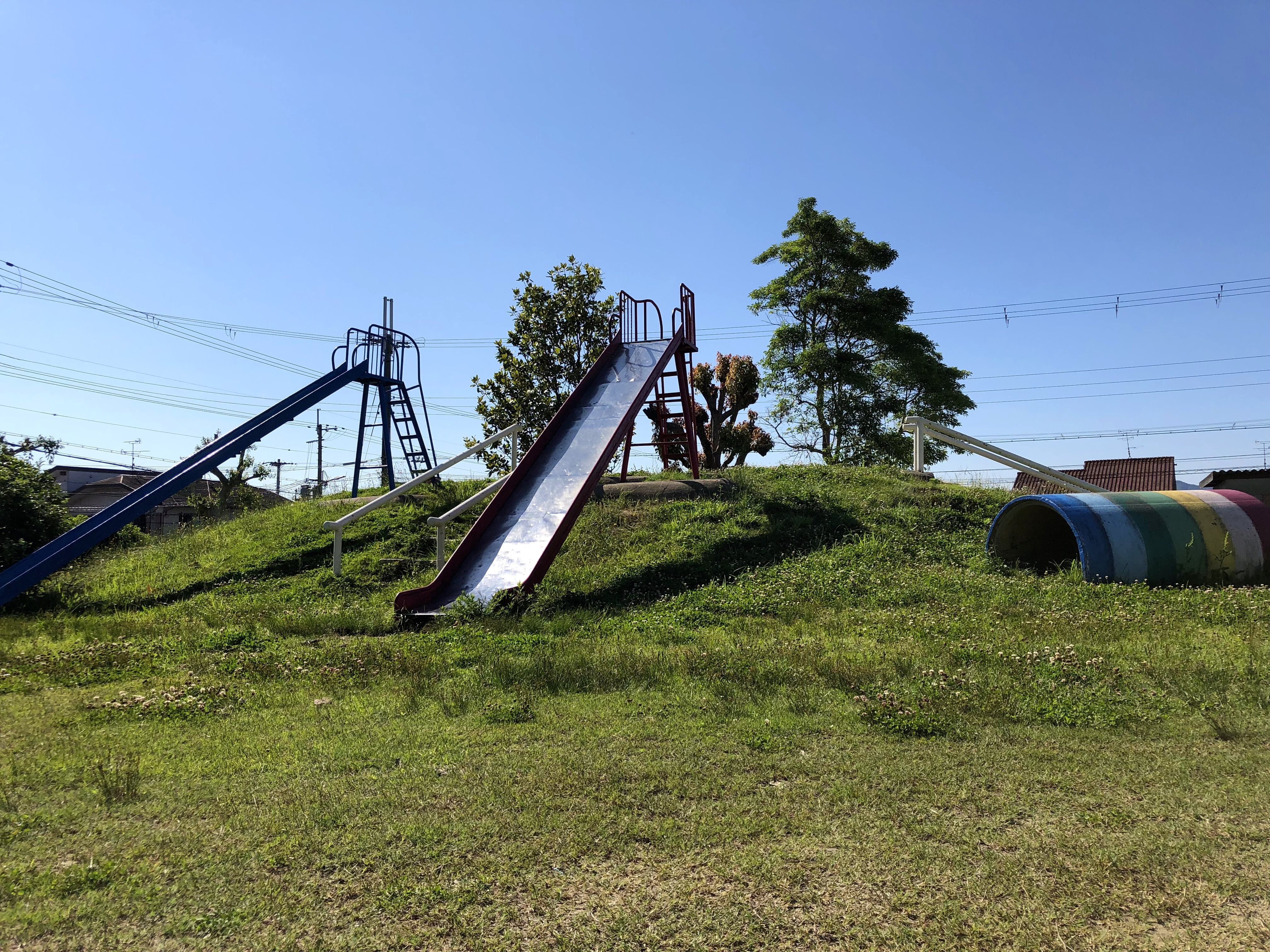
ちびっこ山 北運動場にある「ちびっこ山」。山の上から南側に降りる二つの滑り台がある。
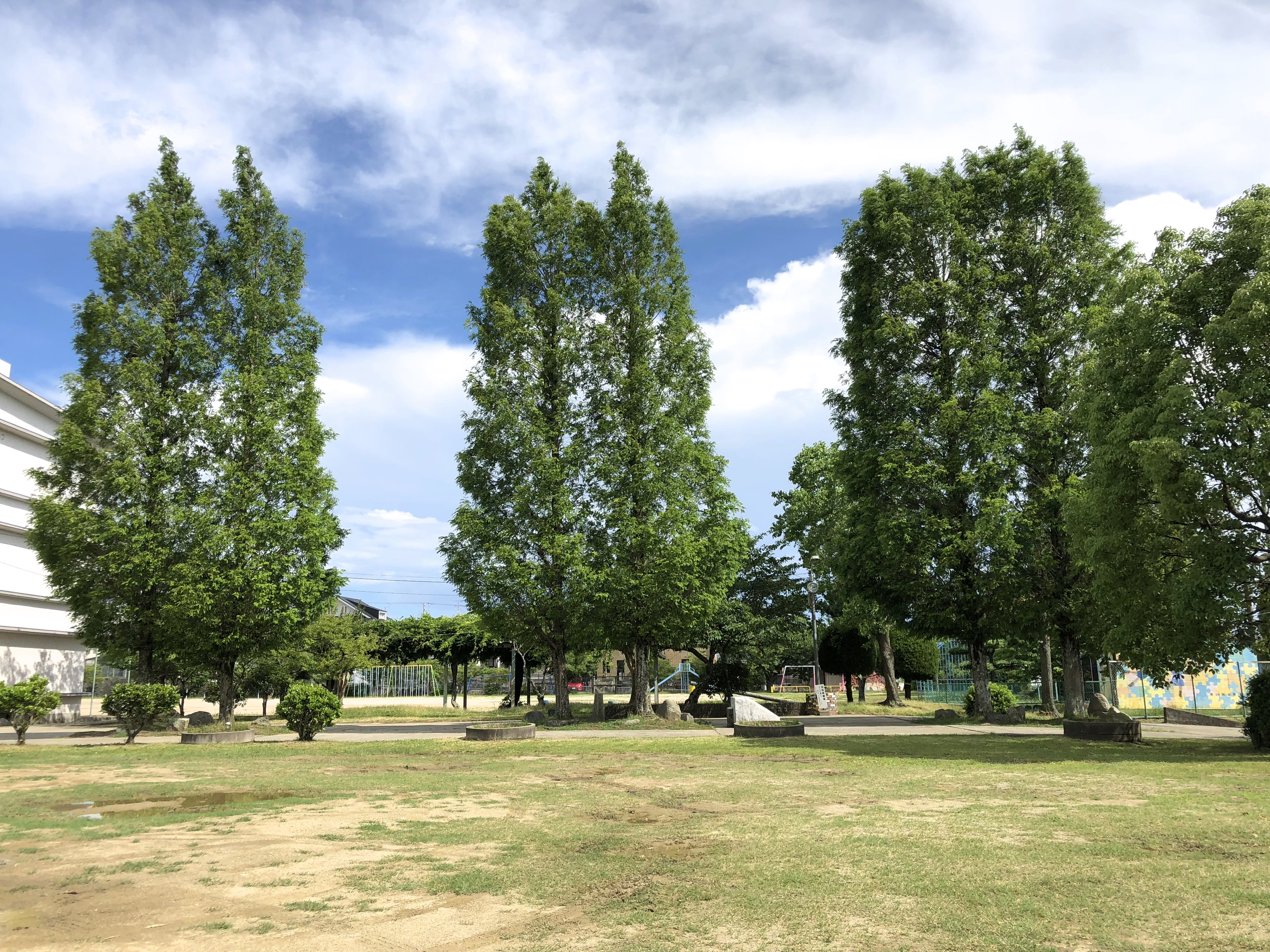
高くそびえるメタセコイアの並木道 正門から校舎までの続く道沿いにつづくメタセコイアの並木道が陽明小学校のシンボルになっている。

## 出入り口
西側に正門、北側に北門があり、それぞれ階段と車両通行用のスロープが設置されている。運動場南西にもゲートが設置されているが、主に緊急車両等の出入りを想定したもので、普段は閉鎖されている。

出入り口
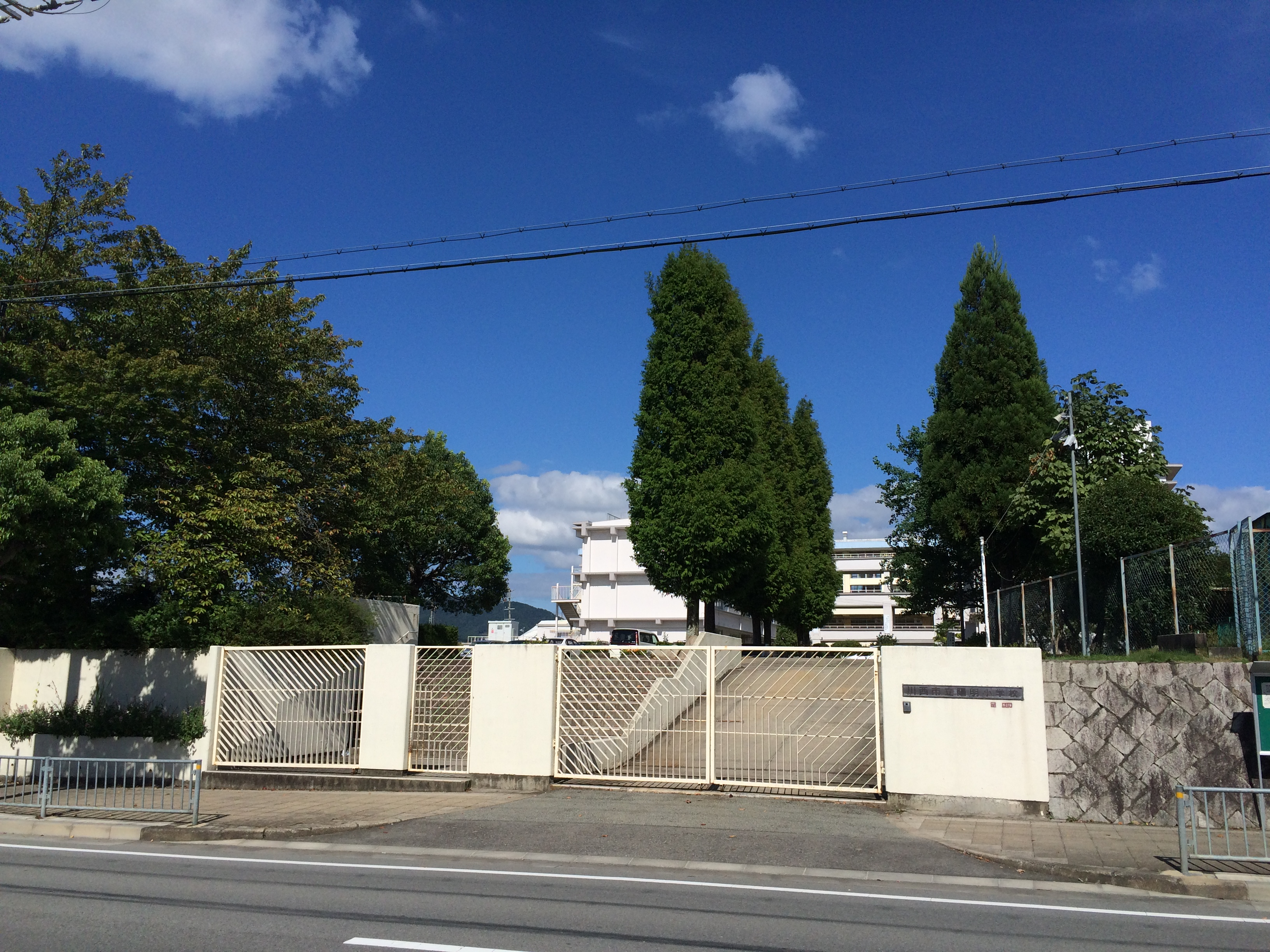
陽明小学校正門 バス通り（阪急バス・陽明小学校前バス停）から見た陽明小学校正門。歩行者用階段と自動車用スロープがある。正門から中庭・校舎方面へメタセコイアの並木が続く。
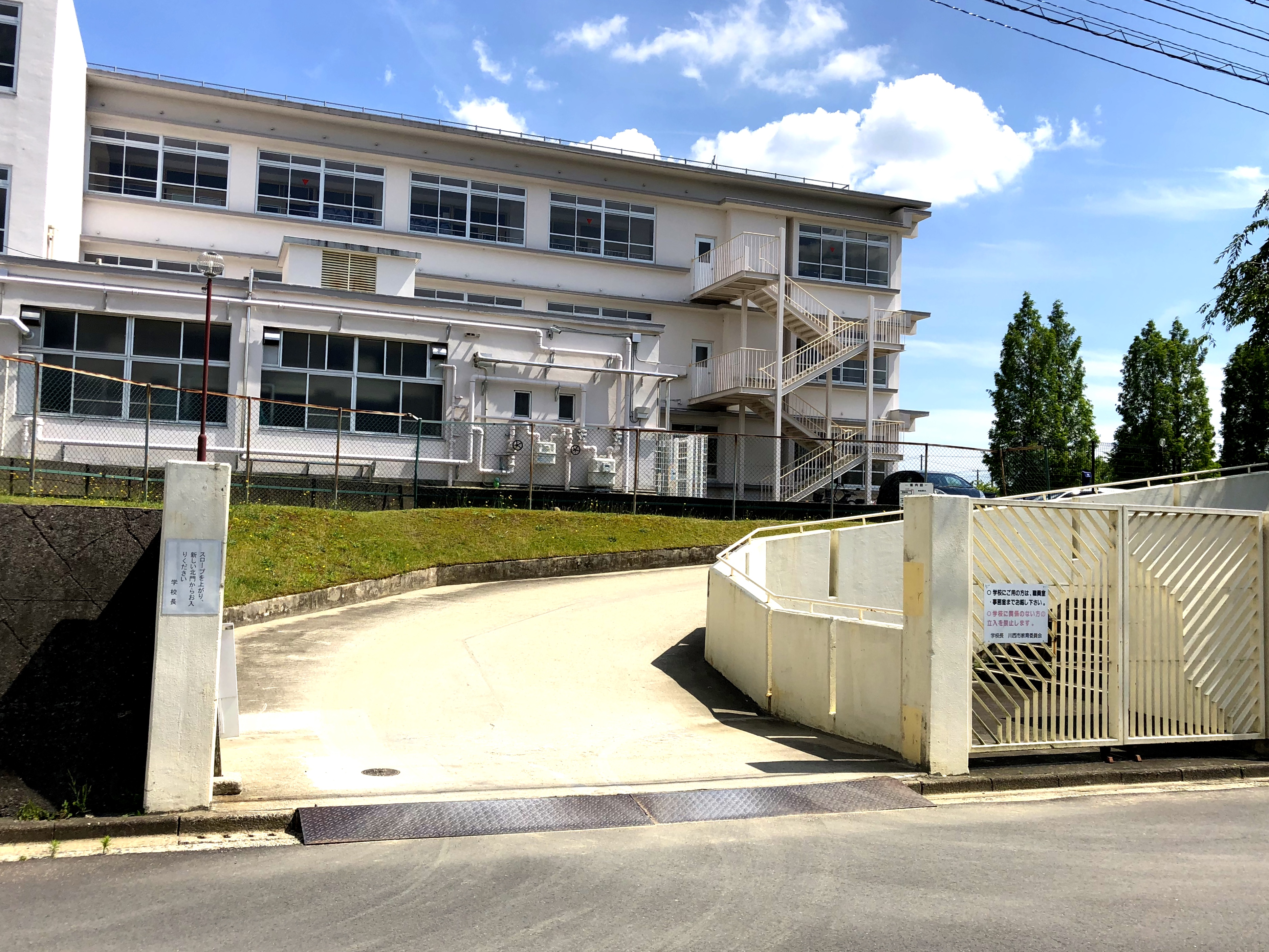
陽明小学校北門 歩行者用階段と自動車用スロープがある。奥の建物は北校舎。
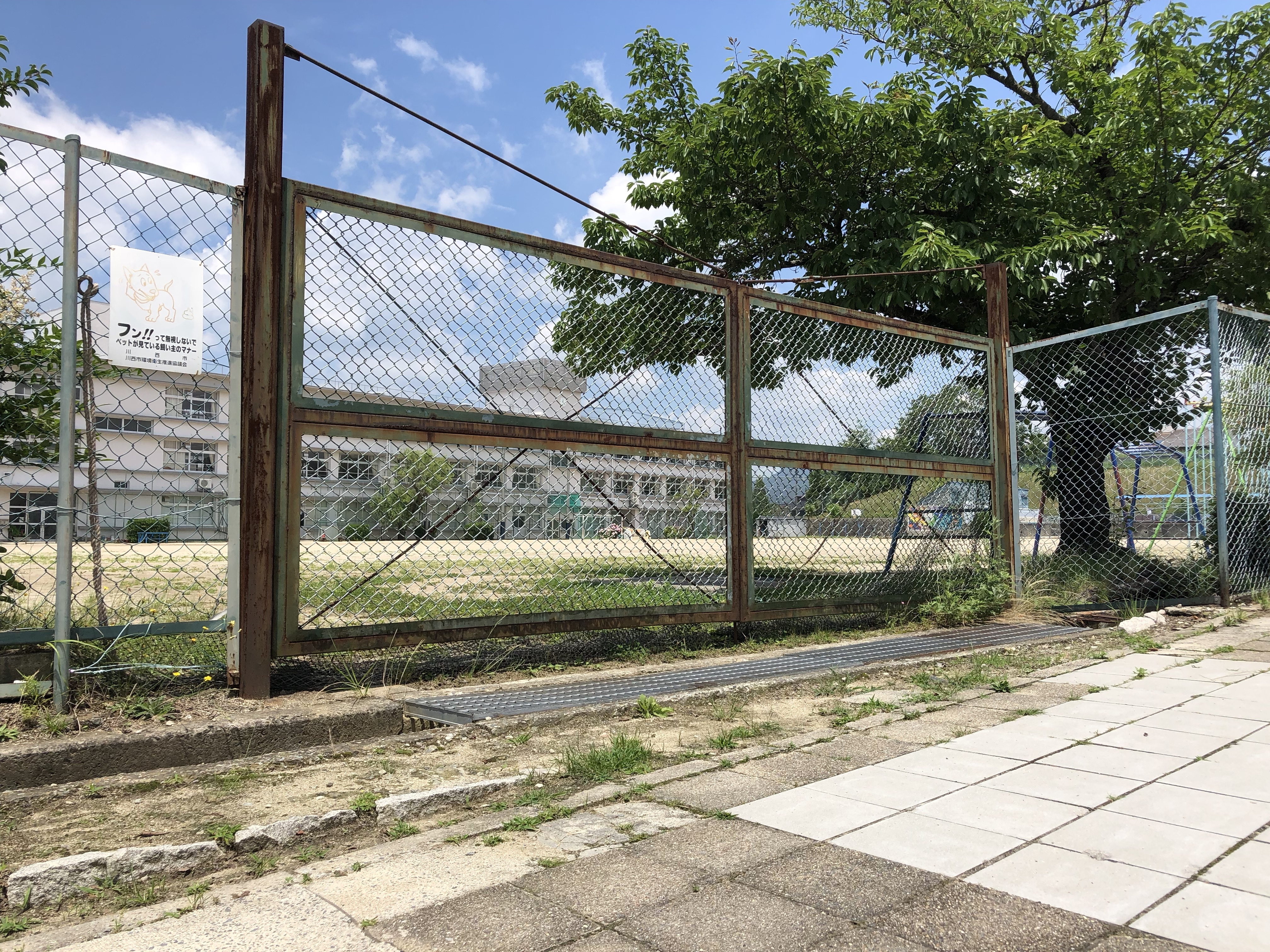
南ゲート 運動場南西にあるゲート。主に緊急車両や工事車両用の出入りに使われているため、消防・災害訓練、運動会、地域イベント等の開催時を除き、開放されていない。

## 周辺施設
- 川西市立緑台中学校
- 向陽台あすのこども園（社会福祉法人こどもの家福祉会）
- 平野幼稚園（学校法人清和多田学園） - 平野幼稚園で催し物があるとき、陽明小学校の駐車場（北運動場）が開放されることがある。
- 多田ハイグリーン（スポーツ施設）
- 多田グリーンハイツ第3自治会館

## アクセス
- 能勢電鉄平野駅より 阪急バス多田グリーンハイツ線「陽明小学校前」下車すぐ

## 通学区域が隣接している学校
- 川西市立緑台小学校
- 川西市立東谷小学校
- 川西市立清和台小学校
- 川西市立清和台南小学校